# Вегелиус, Карл
Карл Магнус Вегелиус (фин. Karl Magnus Wegelius; 20 августа 1884,  Хаттула, Финляндия — 9 декабря 1936, Лондон, Великобритания — финский гимнаст и стрелок, призёр летних Олимпийских игр.
На Играх 1908 в Лондоне Вегелиус участвовал только в командном первенстве, в котором его сборная заняла третье место.
Затем Вегелиус занялся стрельбой и соревновался в этом виде спорта на двух Олимпиадах. На Играх 1920 в Антверпене он участвовал в десяти дисциплинах и получил одну серебряную и две бронзовые медали:
- Произвольная винтовка с трёх позиций, 300 м — неизвестно;
- Произвольная винтовка среди команд — четвёртое;
- Армейская винтовка среди команд лёжа, 300 м — третье;
- Произвольная винтовка, 600 м — неизвестно;
- Произвольная винтовка среди команд, 600 м — восьмое;
- Армейская винтовка стоя, 300 м — неизвестно;
- Армейская винтовка среди команд стоя, 300 м — седьмое;
- Произвольная винтовка среди команд, 300 м + 600 м — десятое;
- Стрельба по «бегущему оленю» среди команд одиночными выстрелами, 100 м — второе;
- Стрельба по «бегущему оленю» среди команд двойными выстрелами, 100 м — третье;

На Олимпиаде 1924 в Париже Вегелиус соревновался в пяти дисциплинах и выиграл одну бронзовую медаль:
- Стрельба по «бегущему оленю» одиночными выстрелами, 100 м — 12-е;
- Стрельба по «бегущему оленю» среди команд одиночными выстрелами, 100 м — пятое;
- Стрельба по «бегущему оленю» двойными выстрелами, 100 м — седьмое;
- Стрельба по «бегущему оленю» среди команд двойными выстрелами, 100 м — четвёртое;
- Стрельба по «голубям» среди команд — третье;